# Vesterbro Starz
Vesterbro Starz er et dansk skaterhockeyhold der hører hjemme i Enghaveparken på Vesterbro. De blev europamestre for klubhold i 2004 og 2006 hos herrene samt 2001 og 2006 hos damerne. 
Desuden har klubben vundet flere store nationale og internationale titler og turneringer, og består pt. af 2 herrehold og 1 damehold. 